# Portugalska Marksistowsko-Leninowska Organizacja Komunistyczna
Portugalska Marksistowsko-Leninowska Organizacja Komunistyczna (port. Organização Comunista Marxista-Leninista Portuguesa, OCMLP) była portugalską skrajnie lewicową partią, założoną w 1973 roku. Powstał w wyniku połączenia dwóch komunistycznych grup: skupionej wokół magazynu O Comunista i drugiej, skupionej wokół magazynu O Grito do Povo (pochodzącej z północnej Portugalii). Partia osiągnęła polityczne wpływy w czasie ostatnich lat dyktatury Marcelo Caetano, zwłaszcza w Paryżu, pomiędzy przebywającymi na uchodźstwie politykami.
W grudniu 1974 OCMLP wstąpiło do Komunistycznego Frontu Wyborczego (marksistowsko-leninowskiego), w składzie którego przystąpiła do wyborów z 1975 roku do Zgromadzenia Konstytucyjnego.
Głównym organem prasowym OCMLP było O Grito do Povo. Teoretyczne publikacje pojawiały się natomiast w Foice e Martello. W grudniu 1975 połączyła się z Portugalską Marksistowsko-Leninowskim Komitetem i Organizacją Rekonstrukcji Komunistycznej Partii (marksistowsko-leninowskiej), tworząc Komunistyczną Partię (rekonstrukcja). Tuż przed tym wydarzeniem, wewnątrz OCMLP miał miejsce rozłam. Większość, której szczególnie silnym ośrodkiem było Porto, opowiedziało się za zjednoczeniem. Mniejszość, która silnie skupiała się na walce z tzw. "socjalfaszyzmem", odmówiła dokonania zjednoczenia i kontynuowała swą działalność.